# Jan ze Starzechowic
Jan ze Starzechowic lub Jan Starzechowski herbu Leliwa (zm. 17 maja 1504) – prawnik, doktor dekretów.

## Życiorys
Był synem Stanisława herbu Leliwa ze Starzechowic. W 1469 zapisał się na studia w Akademii Krakowskiej. W 1471 uzyskał stopień bakałarza, a zimą 1474 magistra nauk wyzwolonych. W 1472 był zatrudniony na stanowisku pisarza uczelni. Kontynuował studia studiując prawo w 1479 otrzymał tytuł doktora dekretów. Pozostał długoletnim wykładowcą na Wydziale Prawa, w 1488 wykładał prawo kanoniczne, reprezentował wielokrotnie uczelnię w sporach o beneficja, a w 1499 pełnił obowiązki rektora Akademii. W latach 1493–1501 był oficjałem krakowskim biskupa Fryderyka Jagiellończyka, a następnie biskupa Jana Konarskiego. W 1482 został kanonikiem katedralnym krakowskim, od 1483 proboszczem w Luborzycy. W latach 1503–1504 pełnił funkcję zarządcy dóbr kapituły krakowskiej.